# Steven Caethoven
Steven Caethoven (Assenede, 9 de maig de 1981) és un ciclista belga, professional del 2004 al 2013.
En el seu palmarès destaca la Brussel·les-Ingooigem, així com diverses etapes en curses d'una setmana, com ara una al Tour Down Under de 2007.

## Palmarès
- 2001
  - 1r al Gran Premi Criquielion (Beyne-Heusay)
- 2002
  - 1r a l'Internatie Reningelst
  - 1r al Gran Premi de Dourges
  - Vencedor d'una etapa a la Volta a Limburg amateur
- 2003
  - 1r al Grote Prijs van de Stad Geel
  - 1r a De Drie Zustersteden
  - Vencedor d'una etapa a la Volta a la província de Namur
- 2004
  - 1r a la Brussel·les-Ingooigem
  - 1r a la Gullegem Koerse
  - Vencedor d'una etapa del Tour de l'Avenir
  - Vencedor d'una etapa del Regio-Tour
- 2005
  - Vencedor d'una etapa de la Volta a Saxònia
- 2006
  - Vencedor d'una etapa de la Volta a Renània-Palatinat
- 2007
  - Vencedor d'una etapa del Tour Down Under
- 2008
  - Vencedor d'una etapa del Tour de Normandia
- 2009
  - 1r al Stadsprijs Geraardsbergen
  - Vencedor d'una etapa del Tour de Normandia
- 2011
  - Vencedor d'una etapa del Delta Tour Zeeland
- 2012
  - 1r al Gran Premi Jef Scherens
  - 1r al Ruddervoorde Koerse